# Copa Africana de Naciones 2000
La Copa Africana de Naciones 2000 fue la 22a edición del torneo de selecciones de fútbol más importante de África. Se realizó en Ghana y Nigeria del 22 de enero al 13 de febrero de 2000, siendo la primera ocasión que la copa se celebra en dos países.
Ghana y Nigeria reemplazaron a Zimbabue, país designado organizador en primera instancia. Camerún ganó el campeonato, enfrentándose a Nigeria y ganando por 4-3 en los tiros desde el punto penal.

## Países participantes
| Equipos participantes | Equipos participantes | Equipos participantes | Equipos participantes |
| --------------------- | --------------------- | --------------------- | --------------------- |
| Argelia               | Costa de Marfil       | Marruecos             | Sudáfrica             |
| Burkina Faso          | Egipto                | Nigeria               | Togo                  |
| Camerún               | Gabón                 | R. D. del Congo       | Túnez                 |
| Congo                 | Ghana                 | Senegal               | Zambia                |

## Sedes
| Acra, Ghana          | Kumasi Accra Lagos Kano | Lagos, Nigeria      |
| Accra Sports Stadium | Kumasi Accra Lagos Kano | National Stadium    |
| Capacidad: 40,000    | Kumasi Accra Lagos Kano | Capacidad: 55,000   |
|                      | Kumasi Accra Lagos Kano |                     |
| Kumasi, Ghana        | Kumasi Accra Lagos Kano | Kano, Nigeria       |
| Baba Yara Stadium    | Kumasi Accra Lagos Kano | Sani Abacha Stadium |
| Capacidad: 51,500    | Kumasi Accra Lagos Kano | Capacidad: 25,000   |
|                      | Kumasi Accra Lagos Kano |                     |

## Resultados
- Los horarios corresponden a la hora de Accra (UTC) y Lagos (UTC+1).

Leyenda: Pts: Puntos; PJ: Partidos jugados; PG: Partidos ganados; PE: Partidos empatados; PP: Partidos perdidos; GF: Goles a favor; GC: Goles en contra; Dif: Diferencia de goles.

### Primera fase

#### Grupo A
| Pos. | Equipo          | Pts. | PJ | G | E | P | GF | GC | Dif. | Clasificación    |
| ---- | --------------- | ---- | -- | - | - | - | -- | -- | ---- | ---------------- |
| 1    | Camerún         | 4    | 3  | 1 | 1 | 1 | 4  | 2  | +2   | Cuartos de final |
| 2    | Ghana (H)       | 4    | 3  | 1 | 1 | 1 | 3  | 3  | 0    | Cuartos de final |
| 3    | Costa de Marfil | 4    | 3  | 1 | 1 | 1 | 3  | 4  | −1   |                  |
| 4    | Togo            | 4    | 3  | 1 | 1 | 1 | 2  | 3  | −1   |                  |

 Fuente: [cita requerida]
| 22 de enero de 2000 | Ghana    | 1:1 (0:1) | Camerún | Accra Sports Stadium, Acra                              |                                                         |
|                     | Ayew 57' |           | Foé 19' | Asistencia: 45,000 espectadores Árbitro(s): Ali Bujsaim | Asistencia: 45,000 espectadores Árbitro(s): Ali Bujsaim |

| 24 de enero de 2000 | Costa de Marfil | 1:1 (1:1) | Togo       | Accra Sports Stadium, Acra                                     |                                                                |
|                     | Guel 38' (pen.) |           | Ouadja 19' | Asistencia: 13,000 espectadores Árbitro(s): Tessema Hailemalak | Asistencia: 13,000 espectadores Árbitro(s): Tessema Hailemalak |

| 27 de enero de 2000 | Ghana               | 2:0 (2:0) | Togo | Accra Sports Stadium, Acra                                        |                                                                   |
|                     | Ayew 28' · Addo 37' |           |      | Asistencia: 30,000 espectadores Árbitro(s): Abderrahim Al-Arjoune | Asistencia: 30,000 espectadores Árbitro(s): Abderrahim Al-Arjoune |

| 28 de enero de 2000 | Camerún                            | 3:0 (2:0) | Costa de Marfil | Accra Sports Stadium, Acra                              |                                                         |
|                     | Kalla 29' · Eto'o 45' · M'Boma 90' |           |                 | Asistencia: 5,000 espectadores Árbitro(s): Mourad Daami | Asistencia: 5,000 espectadores Árbitro(s): Mourad Daami |

| 31 de enero de 2000 | Ghana | 0:2 (0:1) | Costa de Marfil     | Accra Sports Stadium, Acra                                    |                                                               |
|                     |       |           | Kalou 45' · Sié 84' | Asistencia: 40,000 espectadores Árbitro(s): Gamal Al-Ghandour | Asistencia: 40,000 espectadores Árbitro(s): Gamal Al-Ghandour |

| 31 de enero de 2000 | Camerún | 0:1 (0:1) | Togo         | Kumasi Sports Stadium, Kumasi                                |                                                              |
|                     |         |           | Tchangai 18' | Asistencia: 2,000 espectadores Árbitro(s): Olufunmi Olaniyan | Asistencia: 2,000 espectadores Árbitro(s): Olufunmi Olaniyan |

#### Grupo B
| Pos. | Equipo                          | Pts. | PJ | G | E | P | GF | GC | Dif. | Clasificación    |
| ---- | ------------------------------- | ---- | -- | - | - | - | -- | -- | ---- | ---------------- |
| 1    | Sudáfrica                       | 7    | 3  | 2 | 1 | 0 | 5  | 2  | +3   | Cuartos de final |
| 2    | Argelia                         | 5    | 3  | 1 | 2 | 0 | 4  | 2  | +2   | Cuartos de final |
| 3    | República Democrática del Congo | 2    | 3  | 0 | 2 | 1 | 0  | 1  | −1   |                  |
| 4    | Gabón                           | 1    | 3  | 0 | 1 | 2 | 2  | 6  | −4   |                  |

 Fuente: [cita requerida]
| 23 de enero de 2000 | Sudáfrica                    | 3:1 (1:1) | Gabón      | Kumasi Sports Stadium, Kumasi                                 |                                                               |
|                     | Ngobe 43' · Bartlett 55' 78' |           | Nzigou 21' | Asistencia: 20,000 espectadores Árbitro(s): Gamal Al-Ghandour | Asistencia: 20,000 espectadores Árbitro(s): Gamal Al-Ghandour |

| 24 de enero de 2000 | RD Congo | 0:0 | Argelia | Kumasi Sports Stadium, Kumasi                            |  |
|                     |          |     |         | Asistencia: 7,000 espectadores Árbitro(s): Manuel Duarte |  |

| 27 de enero de 2000 | Sudáfrica    | 1:0 (1:0) | RD Congo | Kumasi Sports Stadium, Kumasi                                |                                                              |
|                     | Bartlett 44' |           |          | Asistencia: 3,500 espectadores Árbitro(s): Olufunmi Olaniyan | Asistencia: 3,500 espectadores Árbitro(s): Olufunmi Olaniyan |

| 29 de enero de 2000 | Argelia                              | 3:1 (2:0) | Gabón          | Kumasi Sports Stadium, Kumasi                               |                                                             |
|                     | Ghazi 12' · Tasfaout 41' · Dziri 89' |           | Mbanangoyé 89' | Asistencia: 5,000 espectadores Árbitro(s): Isaak Abdulkadir | Asistencia: 5,000 espectadores Árbitro(s): Isaak Abdulkadir |

| 2 de febrero de 2000 | Argelia       | 1:1 (0:1) | Sudáfrica   | Kumasi Sports Stadium, Kumasi                                 |                                                               |
|                      | Moussouni 53' |           | Bartlett 2' | Asistencia: 2,000 espectadores Árbitro(s): Tessema Hailemalak | Asistencia: 2,000 espectadores Árbitro(s): Tessema Hailemalak |

| 2 de febrero de 2000 | RD Congo | 0:0 | Gabón | Accra Sports Stadium, Acra                                       |  |
|                      |          |     |       | Asistencia: 2,000 espectadores Árbitro(s): Abderrahim Al-Arjoune |  |

#### Grupo C
| Pos. | Equipo       | Pts. | PJ | G | E | P | GF | GC | Dif. | Clasificación    |
| ---- | ------------ | ---- | -- | - | - | - | -- | -- | ---- | ---------------- |
| 1    | Egipto       | 9    | 3  | 3 | 0 | 0 | 7  | 2  | +5   | Cuartos de final |
| 2    | Senegal      | 4    | 3  | 1 | 1 | 1 | 5  | 4  | +1   | Cuartos de final |
| 3    | Zambia       | 2    | 3  | 0 | 2 | 1 | 3  | 5  | −2   |                  |
| 4    | Burkina Faso | 1    | 3  | 0 | 1 | 2 | 4  | 8  | −4   |                  |

 Fuente: [cita requerida]
| 23 de enero de 2000 | Egipto                     | 2:0 (1:0) | Zambia | Sani Abacha Stadium, Kano                                |                                                          |
|                     | Radwan 37' · H. Hassan 50' |           |        | Asistencia: 18,000 espectadores Árbitro(s): Coffi Codjia | Asistencia: 18,000 espectadores Árbitro(s): Coffi Codjia |

| 25 de enero de 2000 | Burkina Faso | 1:3 (0:2) | Senegal                          | Sani Abacha Stadium, Kano                                        |                                                                  |
|                     | Sanou 65'    |           | Camara 4' · Sarr 45' · Keita 86' | Asistencia: 12,000 espectadores Árbitro(s): Abdel Hakim Shelmani | Asistencia: 12,000 espectadores Árbitro(s): Abdel Hakim Shelmani |

| 28 de enero de 2000 | Egipto        | 1:0 (1:0) | Senegal | Sani Abacha Stadium,, Kano                                   |                                                              |
|                     | H. Hassan 39' |           |         | Asistencia: 30,000 espectadores Árbitro(s): Petros Mathabela | Asistencia: 30,000 espectadores Árbitro(s): Petros Mathabela |

| 29 de enero de 2000 | Zambia   | 1:1 (1:0) | Burkina Faso  | Sani Abacha Stadium, Kano                                       |                                                                 |
|                     | Lota 16' |           | Ouédraogo 90' | Asistencia: 5,000 espectadores Árbitro(s): Abdel Hakim Shelmani | Asistencia: 5,000 espectadores Árbitro(s): Abdel Hakim Shelmani |

| 2 de febrero de 2000 | Burkina Faso           | 2:4 (2:1) | Egipto                                                       | Sani Abacha Stadium, Kano                                     |                                                               |
|                      | Koudou 10' · Sanou 24' |           | Salah Hosny 30' · H. Hassan 75' (pen.) · Ramzy 85' · Ali 90' | Asistencia: 17,000 espectadores Árbitro(s): Pierre Mounguegui | Asistencia: 17,000 espectadores Árbitro(s): Pierre Mounguegui |

| 2 de febrero de 2000 | Zambia                           | 2:2 (0:0) | Senegal                | National Stadium, Lagos                                 |                                                         |
|                      | Chilembi 52' · Bwalya 87' (pen.) |           | Camara 47' · Mbaye 80' | Asistencia: 2,000 espectadores Árbitro(s): Alex Quartey | Asistencia: 2,000 espectadores Árbitro(s): Alex Quartey |

#### Grupo D
| Pos. | Equipo      | Pts. | PJ | G | E | P | GF | GC | Dif. | Clasificación    |
| ---- | ----------- | ---- | -- | - | - | - | -- | -- | ---- | ---------------- |
| 1    | Nigeria (H) | 7    | 3  | 2 | 1 | 0 | 6  | 2  | +4   | Cuartos de final |
| 2    | Túnez       | 4    | 3  | 1 | 1 | 1 | 3  | 4  | −1   | Cuartos de final |
| 3    | Marruecos   | 4    | 3  | 1 | 1 | 1 | 1  | 2  | −1   |                  |
| 4    | Congo       | 1    | 3  | 0 | 1 | 2 | 0  | 2  | −2   |                  |

 Fuente: [cita requerida]
| 23 de enero de 2000 | Nigeria                         | 4:2 (1:0) | Túnez                    | National Stadium, Lagos                                |                                                        |
|                     | Okocha 28' 58' · Ikpeba 71' 77' |           | Azaiez 49' · Sellimi 90' | Asistencia: 80,000 espectadores Árbitro(s): Alain Sars | Asistencia: 80,000 espectadores Árbitro(s): Alain Sars |

| 25 de enero de 2000 | Marruecos  | 1:0 (0:0) | Congo | National Stadium, Lagos                                 |                                                         |
|                     | Bassir 85' |           |       | Asistencia: 8,000 espectadores Árbitro(s): Alex Quartey | Asistencia: 8,000 espectadores Árbitro(s): Alex Quartey |

| 28 de enero de 2000 | Congo | 0:0 | Nigeria | National Stadium,, Lagos                                      |  |
|                     |       |     |         | Asistencia: 60,000 espectadores Árbitro(s): Felix Tangawarima |  |

| 29 de enero de 2000 | Túnez | 0:0 | Marruecos | National Stadium, Lagos                                |  |
|                     |       |     |           | Asistencia: 5,000 espectadores Árbitro(s): Falla Ndoye |  |

| 3 de febrero de 2000 | Nigeria                   | 2:0 (1:0) | Marruecos | National Stadium, Lagos                                  |                                                          |
|                      | George 28' · Aghahowa 81' |           |           | Asistencia: 60,000 espectadores Árbitro(s): Coffi Codjia | Asistencia: 60,000 espectadores Árbitro(s): Coffi Codjia |

| 3 de febrero de 2000 | Túnez     | 1:0 (1:0) | Congo | Sani Abacha Stadium, Kano                               |                                                         |
|                      | Jaïdi 18' |           |       | Asistencia: 12,000 espectadores Árbitro(s): Ali Bujsaim | Asistencia: 12,000 espectadores Árbitro(s): Ali Bujsaim |

### Segunda fase
|  | Cuartos de final      | Cuartos de final      |                       |           | Semifinales  | Semifinales  |  |  | Final                | Final |
|  |                       |                       |                       |           |              |              |  |  |                      |       |
|  | 6 de febrero - Acra   |                       |                       |           |              |              |  |  |                      |       |
|  |                       |                       |                       |           |              |              |  |  |                      |       |
|  | Camerún               | 2                     |                       |           |              |              |  |  |                      |       |
|  | Camerún               | 2                     | 10 de febrero - Acra  |           |              |              |  |  |                      |       |
|  | Argelia               | 1                     |                       |           |              |              |  |  |                      |       |
|  | Argelia               | 1                     | Camerún               | 3         |              |              |  |  |                      |       |
|  | 7 de febrero - Kano   |                       | Camerún               | 3         |              |              |  |  |                      |       |
|  |                       | Túnez                 | 0                     |           |              |              |  |  |                      |       |
|  | Egipto                | Túnez                 | 0                     | 0         |              |              |  |  |                      |       |
|  | Egipto                |                       | 13 de febrero - Lagos | 0         |              |              |  |  |                      |       |
|  | Túnez                 | 1                     |                       |           |              |              |  |  |                      |       |
|  | Túnez                 | 1                     | Camerún               | 2 (4)     |              |              |  |  |                      |       |
|  | 6 de febrero - Kumasi |                       | Camerún               | 2 (4)     |              |              |  |  |                      |       |
|  |                       | Nigeria               | 2 (3)                 |           |              |              |  |  |                      |       |
|  | Sudáfrica             | Nigeria               | 2 (3)                 | 1         |              |              |  |  |                      |       |
|  | Sudáfrica             | 10 de febrero - Lagos |                       | 1         |              |              |  |  |                      |       |
|  | Ghana                 | 0                     |                       |           |              |              |  |  |                      |       |
|  | Ghana                 | 0                     | Sudáfrica             | 0         | Tercer lugar | Tercer lugar |  |  |                      |       |
|  | 7 de febrero - Lagos  |                       | Sudáfrica             | 0         |              |              |  |  |                      |       |
|  |                       | Nigeria               | 2                     |           |              |              |  |  |                      |       |
|  | Nigeria               | Nigeria               | 2                     | 2         | Túnez        | 2 (3)        |  |  |                      |       |
|  | Nigeria               |                       |                       | 2         | Túnez        | 2 (3)        |  |  |                      |       |
|  | Senegal               | 1                     |                       | Sudáfrica | 2 (4)        |              |  |  |                      |       |
|  | Senegal               | 1                     |                       |           | 2 (4)        |              |  |  |                      |       |
|  |                       |                       |                       |           |              |              |  |  | 12 de febrero - Acra |       |
|  |                       |                       |                       |           |              |              |  |  |                      |       |

### Cuartos de final
| 6 de febrero de 2000 | Camerún            | 2:1 (2:0) | Argelia      | Accra Sports Stadium, Acra                              |                                                         |
|                      | Eto'o 7' · Foé 24' |           | Tasfaout 79' | Asistencia: 15,000 espectadores Árbitro(s): Falla Ndoye | Asistencia: 15,000 espectadores Árbitro(s): Falla Ndoye |

| 6 de febrero de 2000 | Sudáfrica   | 1:0 (1:0) | Ghana | Kumasi Sports Stadium, Kumasi                            |                                                          |
|                      | Nomvete 42' |           |       | Asistencia: 40,000 espectadores Árbitro(s): Mourad Daami | Asistencia: 40,000 espectadores Árbitro(s): Mourad Daami |

| 7 de febrero de 2000 | Egipto | 0:1 (0:1) | Túnez            | Sani Abacha Stadium, Kano                              |                                                        |
|                      |        |           | Badra 22' (pen.) | Asistencia: 12,000 espectadores Árbitro(s): Alain Sars | Asistencia: 12,000 espectadores Árbitro(s): Alain Sars |

| 7 de febrero de 2000 | Nigeria          | 2:1 (0:1) (t. s.)(1-0 t. s.) | Senegal   | National Stadium, Lagos                                       |                                                               |
|                      | Aghahowa 85' 92' |                              | Fadiga 7' | Asistencia: 60,000 espectadores Árbitro(s): Felix Tangawarima | Asistencia: 60,000 espectadores Árbitro(s): Felix Tangawarima |

### Semifinales
| 10 de febrero de 2000 | Nigeria          | 2:0 (2:0) | Sudáfrica | National Stadium,, Lagos                                      |                                                               |
|                       | Babangida 1' 34' |           |           | Asistencia: 60,000 espectadores Árbitro(s): Gamal Al-Ghandour | Asistencia: 60,000 espectadores Árbitro(s): Gamal Al-Ghandour |

| 10 de febrero de 2000 | Camerún                    | 3:0 (0:0) | Túnez | Accra Sports Stadium, Acra                             |                                                        |
|                       | M'Boma 49' 85' · Eto'o 81' |           |       | Asistencia: 6,000 espectadores Árbitro(s): Ali Bujsaim | Asistencia: 6,000 espectadores Árbitro(s): Ali Bujsaim |

### Tercer lugar
| 12 de febrero de 2000 | Sudáfrica                                                  | 2:2 (1:1) (t. s.)(4–3 p.)  | Túnez                                                | Accra Sports Stadium, Acra                              |                                                         |
|                       | Bartlett 11' · Nomvete 62'                                 |                            | Zitouni 27' 89'                                      | Asistencia: 1,000 espectadores Árbitro(s): Coffi Codjia | Asistencia: 1,000 espectadores Árbitro(s): Coffi Codjia |
|                       |                                                            | Tiros desde el punto penal |                                                      |                                                         |                                                         |
|                       | Nomvete · Mkhalele · Tinkler · Bartlett · Moshoeu · Bapela |                            | Chihi · Jaziri · Gabsi · Boukadida · Badra · Zitouni |                                                         |                                                         |

### Final
| 13 de febrero de 2000 | Nigeria                                  | 2:2 (1:2) (t. s.)(3–4 p.)  | Camerún                            | National Stadium, Lagos                                  |                                                          |
|                       | Chukwu 45' · Okocha 47'                  |                            | Eto'o 26' · Mboma 31'              | Asistencia: 60,000 espectadores Árbitro(s): Mourad Daami | Asistencia: 60,000 espectadores Árbitro(s): Mourad Daami |
|                       |                                          | Tiros desde el punto penal |                                    |                                                          |                                                          |
|                       | Okocha · Okpara · Kanu · Ikpeba · Oliseh |                            | Mboma · Wome · Geremi · Foé · Song |                                                          |                                                          |

|                             |
| Bandera de Camerún          |
| Campeón Camerún 3.er título |

## Goleadores
5 goles
- Shaun Bartlett

4 goles
- Samuel Eto'o
- Patrick M'Boma

3 goles
- Hossam Hassan
- Julius Aghahowa
- Jay-Jay Okocha

2 goles
- Abdelhafid Tasfaout
- Ousmane Sanou
- Marc-Vivien Foé
- Kwame Ayew
- Tijani Babangida
- Victor Ikpeba
- Henri Camara
- Siyabonga Nomvethe
- Ali Zitouni

1 gol
- Billel Dziri
- Farid Ghazi
- Fawzi Moussouni
- Ismaël Koudou
- Alassane Ouédraogo
- Raymond Kalla
- Abdel Halim Ali
- Yasser Radwan
- Hany Ramzy
- Ahmed Salah Hosny
- Bruno Mbanangoyé
- Shiva N'Zigou
- Otto Addo
- Tchiressoua Guel
- Bonaventure Kalou
- Donald-Olivier Sié
- Salaheddine Bassir
- Raphael Chukwu
- Finidi George
- Khalilou Fadiga
- Salif Keita
- Abdoulaye Mbaye
- Pape Sarr
- Dumisa Ngobe
- Lantame Ouadja
- Massamasso Tchangai
- Walid Azaiez
- Khaled Badra
- Radhi Jaïdi
- Adel Sellimi
- Kalusha Bwalya
- Laughter Chilembe
- Dennis Lota

## Equipo Ideal
- Guardameta:  Nader El-Sayed
- Defensas:  Pape Malick Diop,  Khaled Badra,  Rigobert Song,  Mohamed Emara
- Centrocampistas:  Billel Dziri,  Lauren,  Jay-Jay Okocha,  Khalilou Fadiga
- Delanteros:  Samuel Eto'o,  Shaun Bartlett